# Leandra sessiliflora
Leandra sessiliflora är en tvåhjärtbladig växtart som beskrevs av Célestin Alfred Cogniaux. Leandra sessiliflora ingår i släktet Leandra och familjen Melastomataceae. Inga underarter finns listade i Catalogue of Life.